# پوپشیتسا
پوپشیتسا (به صربی: Popšica) یک منطقهٔ مسکونی در صربستان است که در سورییگ واقع شده‌است. پوپشیتسا ۱۵۵ نفر جمعیت دارد.